# Achille Delmaet
Achille Paul Léonce Delmaet, né le 28 avril 1860 à Paris 18e et mort le 15 octobre 1914 au Perreux (aujourd'hui dans le Val-de-Marne), est un photographe français.
Achille Delmaet est un photographe surtout connu pour les clichés de nu de La Goulue, une artiste du Moulin-Rouge.

## Vie familiale
Achille Delmaet est le fils de Hyacinthe-César Delmaet (1828-1862), lui-même photographe — associé à Louis-Émile Durandelle —, et de Clémence Jacob. 
Le 6 octobre 1885, dans le 9e arrondissement de Paris, il épouse Marie-Juliette Louvet (1867-1930), dont il a deux enfants : Georges Delmaet (1884-1955), représentant de commerce, et Marguerite Delmaet (1886-1964), commerçante. Ils divorcent à Paris le 14 janvier 1893.
Marie-Juliette Louvet eut par la suite une fille, Charlotte de Monaco avec le futur Louis II de Monaco.